# Puig Cubell
Puig Cubell és una muntanya de 784,6 metres del límit dels termes comunals de Sant Llorenç de Cerdans, de la comarca del Vallespir, a la Catalunya del Nord.
Es troba al nord-est de la vila de Sant Llorenç de Cerdans, al nord del Padiràs.